# 水元恵梨香
水元 恵梨香（みずもと えりか、1983年7月30日 - ）は、日本のAV女優。

## 略歴・人物
千葉県出身。2014年11月にデビューした、熟女系の巨乳AV女優。
趣味は、ショッピング・茶道・トライアスロン。

## 出演作品

### アダルトDVD
2014年
- 初撮り人妻ドキュメント（11月13日、センタービレッジ）
- マジックナンパ! vol.18 美人妻厳選!! 巨乳妻限定 ナンパ生中出し（12月11日、MAGIC）他出演:鈴原愛子、新崎雛子、真鍋あや、伊東かおり
- トライアスロン歴 SWIM23年、BIKE15年、RUN18年 鍛えられた下半身!豊満Icup! 現役人妻アスリートAVデビュー（12月13日、E-BODY）
- 家庭教師の童貞狩り 全てを包み優しく挿入に導かれる（12月26日、中嶋興業）

2015年
- イケメンが熟女を部屋に連れ込んでSEXに持ち込む様子を盗撮したDVD。 14 〜強引にそのまま中出ししちゃいました〜（1月1日、エマニエル）※「恵」名義　他出演:久美
- ノーブラ姿の奥様を野外中出しナンパ（1月3日、ドッグイア）他出演:青木玲、京野美麗、竹内れい子、月美弥生、市來あやか、青葉優香、中山理莉、川菜ひかる、AIKA
- 近親相姦 爆乳風呂（1月8日、センタービレッジ）
- 貞操を失くした白昼の敏感な人妻（1月17日、ソルトペッパー）
- 洗体デリヘル嬢と自宅の風呂場で本番成功した映像（2月3日、ACE KILLER）他出演:川菜ひかる、浅倉領花、浅見せAK48り
- 隣人を誘惑する不倫妻（2月12日、ルビー）
- 家庭教師の童貞狩り（2月27日、小林興業）
- はだかの主婦 水元恵梨香 さいたま市在住(31)（3月1日、プラネットプラス）
- 美熟女爆乳奥様×エロガキ（3月19日、エマニエル）
- 四畳半性奴隷 歪んだ新婚・調教生活（3月25日、グローバルメディアエンタテインメント）
- 野外調教 よだれ奉仕を躾けられたドM婦人（3月26日、タカラ映像）
- ブラックショタ スポーツ教室の先生に孕ませ逆授業（4月23日、アイエナジー）
- うっかりブラを忘れてしまいました（4月23日、タカラ映像）
- 「ま、まさかウチの女房が…」旦那とはご無沙汰で欲求不満な人妻は、旦那の出張中にピザ屋の配達員にノーブラ乳首をチラつかせ自宅の玄関で誘惑!!生理前に高まった性欲の処理をしていた一部始終。（4月24日、GIGOLO）他出演:浜崎真緒、中山尚美
- 部長が寝ているその横でスケベな奥さんと種付け交尾!! ぐっちょりマ●コにしてやるよ（5月1日、エマニエル）他出演:小沢那美、町村あんな
- 完全初公開! 熟女の楽屋裏 〜撮影の裏側、禁断の暴露話全てお見せします。〜（5月14日、センタービレッジ）他出演:小泉ゆり香、岩下千恵、茂木芳江、浅倉かなこ、来生じゅん子、松重乃愛、新見冴子、立花愛美、大石忍、丸山祥子、和泉紫乃、竹内れい子、嶋崎はるか、小林あさみ、椿夏海、野間あんな、国生亜弥、矢部寿恵、梅田りょう
- 拘束陵辱!! 爆乳熟女を餌食にする近隣不審者!!鬼畜拘束陵辱地獄（6月1日、エマニエル）
- 断わりきれないパートさんのいる喫茶店（6月18日、グローリークエスト）共演:岩崎麻莉子、葵千恵
- 不倫セックス中、旦那からの着信。 不倫相手に促され電話に出たが…バレたら家庭崩壊!?必死に喘ぎ声を押し殺すもスリルで感度が急上昇した人妻の腰の動きが止まらない!!（6月26日、GIGOLO）他出演:浜崎真緒 ほか
- お隣りのノーブラノーパン汗だく奥さん（7月7日、マドンナ）
- 思わず●RECしたくなる着衣爆乳おっぱい 2 恵梨香さん(31) 新人爆乳モデルさん（7月7日、unfinished）
- 社会人なのに童貞の僕が墓参りで数年ぶりに再会した従姉のフェロモンムンムン爆乳お姉さんに、暴風雨で電車が運休してしまい宿泊する事になったホテルの部屋で筆下ししてもらった（7月9日、タカラ映像）
- 欲求不満なシングルマザーたちが久しぶりのセックスにどっぷりはまってイキまくりっ!!（7月31日（レンタル）/8月7日（セル）、LEO）他出演:桐島美奈子、丸山祥子
- 親戚の巨乳叔母さんと行った1泊2日熱海温泉旅行（8月20日、グローリークエスト）
- 物件先で若い学生客に揉みくちゃにされ拒んでいたのに押し倒して騎乗位をするほど発情しまくる不動産の巨乳女（9月10日、ナチュラルハイ）他出演:北嶋あん、宮部涼花
- 巨乳ステージママ肉欲性接待（9月18日、クリスタル映像）共演:平岡愛
- ムチムチ爆乳ママ M息子たちの赤ちゃんプレイ願望（9月20日、マザー）
- 一般男女モニタリングAV 禁断の歳の差筆おろし企画 マジックミラーの向こうには実の息子! いまだ童貞の男子大学生と巨乳の「友達のお母さん」が素股でセックスの予行演習に挑戦! 二人っきりの密室でずっと揉んでみたかった友人母の大きなおっぱいに童貞ち●ぽは暴発5秒前!! 母性溢れるおま○こと若者ち○ぽを擦り合わせたら息子の目の前なのにヌルッと挿入してしまうのか!?（9月24日、ディープス）他出演:野間あんな、広瀬奈々美 ほか
- 近親相姦!「お父さんには内緒にしてね」 いやらしいお母さんの体に僕のチ〇コは超勃起!気づいたお母さんはお父さんにバレないようこっそりと挿入させてくれた（9月28日、グラフィティジャパン）他出演:華原美奈子、平岡愛
- Hカップ爆乳奥様は元レースクイーン（10月25日、マザー）
- 隣人を誘惑する不倫妻（10月30日、ルビー）
- 欲求不満の美熟女妻は偶然見つけた旦那のAVを見ながら思わずオナニー! その姿を見られても性欲を抑えきれずチ○ポを求めて男に襲いかかる!（11月2日、MAGIC）他出演:北島玲、葉月奈穂
- ザーメンごっくん専用どすけべ巨乳妻（11月20日、クリスタル映像）
- 撮影現場のカメラの前でおしっこをするAV女優 2（12月3日、グローリークエスト）他出演:七草ちとせ、三喜本のぞみ、小西みか、千乃あずみ、井川菜乃花、岩崎麻莉子、夕樹あさひ、葵千恵、松井優子、希咲あや、折原ほのか、早乙女ありさ、宮部涼花、松本まりな、澤村レイコ、安野由美、菅野さゆき、水沢みゆ、原千草、逢沢はるか、江上しほ、蓮実クレア、上原花恋、可愛まゆ、司ミコト、青山未来、逢月はるな、星野ひびき、あやね遥菜、なごみ、蛯名りな、黒瀬萌衣、大見はるか、木下寧々、坂口れな
- 胸糞注意 十数年ぶりに偶然再会した学生時代の友人が三十過ぎて職を失いネカフェ暮らしで困っていると聞いてそれならしばらくウチに来いよと言ってやったら一宿一飯の恩義にそのままいついて妻をねとられてしまった時の話しです（12月7日、JET映像）
- 自慢のボディを温泉旅行で晒すスケベ爆乳（12月17日、グローリークエスト）
- イッてもイッても終わらない近親相姦 限界突破昇りつめセックス（12月17日、センタービレッジ）

2016年
- 人妻とその彼女 〜家庭教師とのレズ不倫関係〜（1月1日、U&K）共演:白河里奈
- 彼女の母が生姦ペット 娘の彼氏に中出しをねだる人妻（1月8日、光夜蝶）
- 一般男女モニタリングAV 心優しい巨乳の女先輩と社会人になってもまだ童貞の新入社員がキスから素股までの過激ミッションに挑戦! 恥じらいつつもアソコ♥が擦れて濡れちゃった先輩マ●コに興奮した童貞チ○ポが勢い余ってヌルッと大挿入! 勤務時間内の同僚男女が会社に極秘の筆おろしセックス! 2（1月8日、ディープス）他出演:七原あかり、柳美和子 ほか
- 町内会でデカチン少年に寝取られた僕の妻（1月8日、ROCKET）共演:葵千恵、江上しほ
- 美熟女たちのセックス集 5 むっちり巨乳編（1月29日（レンタル）/2月5日（セル）、LEO）他出演:篠宮千明、宮部涼花、佐伯春菜、矢吹京子、篠田あゆみ
- Mっ気全開のHカップ妻 種付けされながら白目を剥いちゃう正真正銘の便器女（2月19日、エマニエル）
- 人妻羞恥拘束 電動バイブの動きに合わせてがくがく腰を痙攣させ、だんだんチ●ポが欲しくなる（2月25日、かぐや姫）他出演:白河里奈、新崎雛子
- 夫に内緒で犯されたくて… 昔の男に中出しレイプを期待する人妻（3月1日、ANNEX）
- 本気中熟女（3月13日、HERO）
- 「誰にも言わないで」 嫁と、息子の友達、義理の息子とセックスしてしまう愚かな寝取り物語（3月27日、グラフィティジャパン）他出演:横山みれい、新崎雛子 ほか
- 熟悦ハレンチ 「旦那のいない白昼!主婦狙いレイプの約三分の一は被害者の自宅で起きている!!」 実録投稿3中出しリアルレイプドキュメント（4月25日、グローバルメディアエンタテインメント）他出演:美堂かなえ、白河里奈
- 親友の母ちゃんがモロ好み 子供のようにダダこねて「ヤらせてヤらせて!」と頼み込んだ結果…（4月25日、かぐや姫）他出演:白河里奈、新崎雛子
- ドM爆乳妻限定 寝取られ生ハメ乱交サークル（6月13日、ANNEX）
- 【驚愕】デリヘル呼んだら従姉の姉さん【巨乳】が来た結果…… (※動画有り)（7月28日、タカラ映像）他出演: